# Letterstedtska priset
Letterstedtska priset kan avse något av följande priser utdelade av Kungliga Vetenskapsakademien:
- Letterstedtska författarpriset för något originalarbete inom vetenskapens, litteraturens eller konstens område,[1] som år 2007 omfattade 70 000 kr,[2]
- Letterstedtska priset för översättningar för översättning till svenska av något förträffligt utländskt arbete inom litteraturens, industrins eller vetenskapens områden[1] som år 2007 uppgick till 100 000 kr.[2]
- Letterstedtska föreningens nordiska översättarpris.
- Kungliga Vetenskapsakademien kan även utdela medel ur Letterstedtska fonden för särskilt maktpåliggande vetenskapliga undersökningar.[1]
- Letterstedska medaljen i guld kan utdelas av Kungliga Vetenskapsakademin "utan särskilda regler".[1]

Dessutom finns Jacob Letterstedts nordiska förtjänstmedalj, ofta benämnd Letterstedts medalj, som årligen utdelas av Letterstedtska föreningen för särskilt framträdande insats för att främja det nordiska samarbetet.
Alla priserna baseras på donationer av generalkonsul Jacob Letterstedt (1796–1862).